# Club Atlético Sarmiento
Il Club Atlético Sarmiento, o semplicemente Sarmiento, è una società calcistica argentina con sede nella città di Junín, nella provincia di Buenos Aires. Milita nella Primera División, la prima serie del calcio argentino.

## Storia
Il club venne fondato il 1º aprile 1911 e ottenne l'affiliazione all'AFA nel 1952.
È noto per essere stato il primo club professionistico di Daniel Passarella, capitano della Nazionale Argentina campione del mondo ai Mondiali del 1978.
Disputò due stagioni in massima serie ottenendo un tredicesimo posto nel Metropolitano 1981, per poi terminare all'ultimo posto nell'edizione successiva.
Nel 2012 vince la Primera B Metropolitana e ottiene la promozione in Primera B Nacional.
Nel 2014 termina il girone B della Primera B Nacional in quarta posizione e si aggiudica una delle cinque posizioni utili per la promozione in Primera División 2015.

## Palmarès

### Competizioni nazionali
- Primera B Nacional: 2

2018-2019, 2020
- Primera B Metropolitana: 3

1980, 2003-2004, 2011-2012
- Primera C Metropolitana: 1

1977

### Altri piazzamenti
- Primera B Nacional:

Secondo posto: 2018-2019

## Organico

### Rosa 2024
| N. |                      | Ruolo | Calciatore              |
| -- | -------------------- | ----- | ----------------------- |
| 1  | Argentina (bandiera) | P     | Jerónimo Pourtau        |
| 2  | Argentina (bandiera) | D     | Juan Manuel Insaurralde |
| 4  | Argentina (bandiera) | D     | Luis Garnier            |
| 5  | Argentina (bandiera) | C     | Pablo Pérez             |
| 6  | Argentina (bandiera) | C     | Fernando Godoy          |
| 7  | Argentina (bandiera) | A     | Lisandro López          |
| 8  | Argentina (bandiera) | A     | Gabriel Hauche          |
| 9  | Argentina (bandiera) | A     | Alan Marinelli          |
| 10 | Argentina (bandiera) | C     | Sergio Quiroga          |
| 11 | Argentina (bandiera) | C     | Manuel Mónaco           |
| 14 | Argentina (bandiera) | A     | Facundo Ferreyra        |
| 15 | Argentina (bandiera) | C     | Diego Calcaterra        |
| 16 | Argentina (bandiera) | D     | Juan Guasone            |
| 17 | Argentina (bandiera) | D     | Jeremías Vallejos       |

| N. |                      | Ruolo | Calciatore        |
| -- | -------------------- | ----- | ----------------- |
| 18 | Cile (bandiera)      | A     | Iván Morales      |
| 19 | Argentina (bandiera) | A     | Agustín Fontana   |
| 20 | Argentina (bandiera) | C     | Maico Quiroz      |
| 21 | Argentina (bandiera) | C     | Federico Paradela |
| 22 | Argentina (bandiera) | P     | Fernando Monetti  |
| 23 | Argentina (bandiera) | A     | Gabriel Azcurra   |
| 25 | Paraguay (bandiera)  | C     | Alfredo Amarilla  |
| 26 | Argentina (bandiera) | A     | Yair Arismendi    |
| 27 | Uruguay (bandiera)   | D     | Emanuel Hernández |
| 29 | Argentina (bandiera) | A     | Elías López       |
| 30 | Argentina (bandiera) | C     | David Gallardo    |
| 32 | Argentina (bandiera) | D     | Franco Paredes    |
| 36 | Argentina (bandiera) | D     | Santiago Morales  |
| 37 | Argentina (bandiera) | C     | Cristian Ojeda    |

## Rosa 2015-2016
| N. |                      | Ruolo | Calciatore        |
| -- | -------------------- | ----- | ----------------- |
| 1  | Argentina (bandiera) | P     | César Rigamonti   |
| 2  | Argentina (bandiera) | D     | Franco Coria      |
| 3  | Argentina (bandiera) | D     | Francisco Dutari  |
| 4  | Argentina (bandiera) | D     | Pablo Aguilar     |
| 5  | Argentina (bandiera) | C     | Renzo Spinaci     |
| 6  | Argentina (bandiera) | D     | Daniel Delgado    |
| 7  | Argentina (bandiera) | C     | Ignacio Cacheiro  |
| 8  | Cile (bandiera)      | C     | Marcelo Scatolaro |
| 9  | Argentina (bandiera) | A     | Héctor Cuevas     |
| 10 | Argentina (bandiera) | C     | Nicolás Sánchez   |
| 11 | Argentina (bandiera) | C     | Gervasio Núñez    |
| 12 | Argentina (bandiera) | P     | Pablo Bangardino  |
| 14 | Argentina (bandiera) | C     | Agustín Pascucci  |
| 16 | Argentina (bandiera) | C     | Federico Castro   |
| 19 | Argentina (bandiera) | D     | Franco Peppino    |

| N. |                      | Ruolo | Calciatore          |
| -- | -------------------- | ----- | ------------------- |
| 21 | Argentina (bandiera) | D     | Sebastián Luna      |
| 22 | Argentina (bandiera) | D     | Nahuel Quiroga      |
| 23 | Argentina (bandiera) | D     | Maximiliano Caire   |
| 24 | Argentina (bandiera) | D     | Alexis Niz          |
| 25 | Argentina (bandiera) | C     | Juan Ignacio López  |
| 26 | Argentina (bandiera) | C     | Luis Quiroga        |
| 27 | Argentina (bandiera) | P     | Manuel Vicentini    |
| 28 | Colombia (bandiera)  | D     | Mauricio Casierra   |
| 29 | Argentina (bandiera) | C     | Dardo Miloc         |
| 32 | Argentina (bandiera) | C     | José Tamburelli     |
| 40 | Argentina (bandiera) | A     | Tobías Figueroa     |
| —  | Argentina (bandiera) | D     | Marcelo Bustamante  |
| —  | Argentina (bandiera) | C     | Silvio Iuvalé       |
| —  | Argentina (bandiera) | A     | Mauricio Ferradas   |
| —  | Argentina (bandiera) | D     | Guillermo Ferracuti |

## Rose delle stagioni precedenti
- 2012-2013